# Слободяник Гнат Якович
Гнат Якович Слободяник (* 20 грудня 1902, село Лісова Лисіївка, тоді Турбівський район, Вінницька область — † 22 серпня 1972, Київ?) — український радянський інженер-хімік, технолог будівельних матеріалів.

## Життєпис
В 1926 році закінчив технологічне відділення хімічного факультету КПІ. З 1928 року перебував на педагогічних і наукових посадах в різних вищих навчальних закладах Києва. З 1930 року — науковий співробітник і паралельно виконувач обов'язків заступника директора по науковій роботі Науково-дослідного інституту будівельних матеріалів (рос. НИИСМ). З 1934 року — завідувач кафедрою будівельних матеріалів Київського інженерно-будівельного інституту.
В 1937 році здобув ступінь кандидата технічних наук і звання доцента. З 1940 року — за сумісництвам працював старшим науковим співробітником Інституту геології і фізичної хімії АН УРСР. В 1952 році видав довідник по курсу «Будівельні матеріали», котрий переніс три прижиттєвих перевидання: в 1952, 1957 і 1966 роках, та в 1973 році четверте — посмертне видання.
В 1959 році захистив докторську дисертацію по підручнику «Строительные материалы» (1957).
Науковий доробок: 85 друкованих праць в галузі будівельних матеріалів.